# Ferme de Mongeville
La ferme de Mongeville est une ferme située à Varennes-sur-Loire, en France.

## Localisation
La ferme est située dans le département français de Maine-et-Loire, sur la commune de Varennes-sur-Loire.

## Historique
L'édifice est inscrit au titre des monuments historiques en 1997.